# دنا ب

بنية متحركة للدنا ب.

الدنـا ب (بالإنجليزية: B-DNA)‏ أو الحمض النووي الريبوزي منقوص الأكسجين ب هو البنية الأكثر شيوعا التي يتخذها اللولب المزدوج للدنا، اقترحت سنة 1953 بواسطة فرنسيس كريك وجيمس واتسون.

## البنية
البنية ب يمينية الاتجاه وتمتاز بقطر يبلغ حوالي 2.37 نانومتر وبعد بين أزواج القواعد يقدر بـ 0.34 نانومتر وميلان شبه عمودي على محور اللولب المزدوج (−1,2°)، وتحوي كل دورة للولب المزدوج بين 10.4 إلى 10.5 زوج قاعدي في المحاليل، تحتوي البنية ب على ثلمين غير متساويين طول الكبير 2.2 نانومتر والصغير 1.2 نانومتر.
ونتيجة لذلك فإنه يمكن الوصول للقواعد النووية بشكل أكبر من الخارج في الثلم الكبير وفي العادة هذا هو المكان الذي تختار البروتينات (مثل بروتينات النسخ) أن ترتبط فيه مع سلسلة الدنا.

## مقارنة بين الأشكال الرئيسية الثلاث
| خصائص                                                | دنا أ        | دنا ب        | دنا ز                                     |
| ---------------------------------------------------- | ------------ | ------------ | ----------------------------------------- |
| اتجاه اللولب المزدوج                                 | يمين         | يمين         | يسار                                      |
| تكرار الوحدة                                         | 1 bp         | 1 bp         | 2 bp                                      |
| زاوية دوران اللولب المزدوج لكل زوج قاعدي             | 32,7°        | 34,3°        | 60°/2                                     |
| عدد الأزواج القاعدية لكل دورة للولب المزدوج          | 11           | 10,5         | 12                                        |
| السن اللولبي للولب المزدوج لكل دورة                  | 2.82 نانومتر | 3.32 نانومتر | 4.56 نانومتر                              |
| البعد بين القواعد داخل اللولب المزدوج                | 0.26 نانومتر | 0.34 نانومتر | 0.37 نانومتر                              |
| القطر                                                | 2.3 نانومتر  | 2.0 نانومتر  | 1.8 نانومتر                               |
| انحناء الأزواج القاعدية بالنسبة لمحور اللولب المزدوج | +19°         | −1,2°        | −9°                                       |
| متوسط الالتواء (propeller twist)                     | +18°         | +16°         | 0°                                        |
| اتجاه القواعد بالنسبة للسكر                          | عكس          | عكس          | بيريميدين : عكس بيورين : مع               |
| انحناء روابط ذرات السكر (Sugar pucker)               | 'C3-إندو     | 'C2 - إندو   | سايتوسين : 'C2 - إندو غوانين : 'C2 - إكسو |